# Brniševo
Brniševo (szerbül: Брнишево), település Szerbiában, a Raškai körzet Tutini községében.

## Népesség
- 1948-ban 148, 1953-ban 159, 1961-ben 165, 1971-ben 171, 1981-ben 176, 1991-ben 143, 2002-ben pedig 88 lakosa volt, mindannyian bosnyákok.